# Eugen Paunel
Eugen Paunel (* 24. April 1888 in Wien; † 14. Dezember 1966 in Berlin) war ein österreichischer bzw. deutscher Bibliothekar.

## Wirken
Eugen Paunel studierte Germanistik und Romanistik an der Universität Wien und promovierte dort 1911 mit einer Arbeit über "Kaiser Josef II. im Totengespräche. Mit Berücksichtigung der Kaiser Joseph-Statuengedichte". Im Jahre 1912 begann seine bibliothekarische Ausbildung bzw. Arbeit an der Universitätsbibliothek Wien, wo er bis 1930 tätig war. 1930 wurde er Direktor der Universitätsbibliothek Czernowitz. 1941 wechselte er an die Preußische Staatsbibliothek in Berlin. Nach dem Zweiten Weltkrieg war er noch bis 1954 an der Öffentlichen Wissenschaftlichen Bibliothek, der späteren Staatsbibliothek der DDR, tätig. Neben seiner bibliothekarischen Tätigkeit, insbesondere bei der Rückführung der wegen des Zweiten Weltkriegs verlagerten Bibliotheksbestände und der Ausbildung von Bibliothekaren, machte sich Paunel insbesondere einen Namen mit der von ihm erarbeiteten Geschichte der Staatsbibliothek zu Berlin in der Zeit von 1661 bis 1871.

## Schriften
- (Hrsg.): Joseph Richter / Die Eipeldauer Briefe. Zwei Bände (= Denkwürdigkeiten aus Altösterreich, Bd. 17 u. 18). Müller, München 1917/1918.
- Viktor Umlauff von Frankwell. Ein unbekannter Bukowinaer Dichter und Alecsandri-Übersetzer. In: Südost-Forschungen, Bd. 4 (1939), S. 371–394.
- Das Geschwisterpaar Alexander und Roxandra Sturdza, verehelichte Gräfin Edling, in Deutschland und Rußland zur Zeit der Restauration. In: Südost-Forschungen, Bd. 9/10 (1944/45), S. 81–125.
- (Mitarb.): Schrifttum Rumäniens. In: Südost-Forschungen, Bd. 9/10 (1944/45), S. 584–676.
- Goethe als Bibliothekar. In: Zentralblatt für Bibliothekswesen, Bd. 63 (1949), H. 7/8, S. 235–269.
- Der Leihverkehr im Rahmen des Zweijahresplans. In: Zentralblatt für Bibliothekswesen, Bd. 63 (1949), H. 5/6., S. 188–192.
- Fünf Jahre Berliner Fachlehrgänge. In: Zentralblatt für Bibliothekswesen, Bd. 65 (1951), S. 89–99.
- Der Wiederaufbau des Gebäudes der ÖWB zu Berlin. In: Zentralblatt für Bibliothekswesen, Bd. 66 (1952), S. 1–9.

- Öffentliche Wissenschaftliche Bibliothek (vormals Staatsbibliothek) zu Berlin. Benutzungsführer. Harrassowitz, Leipzig 1953.
- Grillparzer als Bibliothekar. In: Heinrich Roloff (Hrsg.): Bibliothek, Bibliothekar, Bibliothekswissenschaft. Festschrift Joris Vorstius ; zum 60. Geburtstag dargebracht. Harrassowitz, Leipzig 1954, S. 357–383.

- Die Staatsbibliothek zu Berlin. Ihre Geschichte und Organisation während der ersten zwei Jahrhunderte seit ihrer Eröffnung 1661–1817. De Gruyter, Berlin 1965 (420 S.). Reprint De Gruyter 2019. ISBN 3-11-082324-1.

Außerdem legte Paunel zahlreiche Veröffentlichungen in rumänischer Sprache vor.